# Mimi Cracra (série télévisée d'animation)
Cet article concerne la série télévisée d'animation. Pour la série d'albums illustrés, voir Mimi Cracra.
Mimi Cracra est une série télévisée d'animation française en 104 épisodes de 3 minutes, créée d'après la série d'albums illustrés éponyme d'Agnès Rosenstiehl,.
La série met en scène les péripéties de Mimi Cracra, une petite fille curieuse du monde qui l'entoure.

## Diffusions et rediffusions
En VHS (Régie Cassette Vidéo et TF1 Vidéo en 1999) et diffusée en 1986 sur Antenne 2 dans l'émission Récré A2,. Une deuxième série intitulée Mimi Cracra c'est une copine fut produite en 1994 et diffusée sur France 3 dans l'émission Bonjour Babar.

## Première série
- Réalisation : Chantal Morel
- Nombre d'épisodes : 104
- Durée des épisodes : 3 minutes

## Deuxième série
- Réalisation : Aziza Ghalila
- Nombre d'épisodes : 52
- Durée des épisodes : 2 minutes

## Distribution des voix
- Amélie Morin : Mimi Cracra (1re et 2e séries)
- Jackie Berger : Petit Louis
- Martine Regnier : Clairon
- Edgar Givry : Raminagrobis

## Produits dérivés (DVD)
- Mimi Cracra - L'intégrale (7 octobre 2008) (ASIN B001GKPX5K)